# Schauderbasis
In der Funktionalanalysis wird eine Folge {\displaystyle (b_{n})_{n\in \mathbb {N} }} eines Banachraums als Schauderbasis bezeichnet, falls jeder Vektor bezüglich ihr eine eindeutige Darstellung als konvergente Reihe {\displaystyle \sum _{n=1}^{\infty }\xi _{n}\cdot b_{n},\;\xi _{n}\in \mathbb {K} } hat. Sie ist zu unterscheiden von der Hamelbasis, von der verlangt wird, dass sich jeder Vektor als endliche Linearkombination der Basiselemente darstellen lässt.
Benannt sind die Schauderbasen nach dem polnischen Mathematiker Juliusz Schauder (1899–1943), der sie 1927 beschrieb.

## Definition
Sei {\displaystyle (X,\left\|\cdot \right\|)} ein Banachraum über dem Grundkörper {\displaystyle \mathbb {K} =\mathbb {R} } oder {\displaystyle \mathbb {C} }. Eine Folge {\displaystyle (b_{n})_{n\in \mathbb {N} }} in {\displaystyle X} heißt Schauderbasis, falls jedes {\displaystyle x\in X} eindeutig als konvergente Reihe {\displaystyle \textstyle x=\sum _{n=1}^{\infty }\xi _{n}\cdot b_{n},\;\xi _{n}\in \mathbb {K} }, dargestellt werden kann.

## Beispiele
- Im Folgenraum {\displaystyle \textstyle \ell ^{p}:=\left\{(x_{j})_{j=1}^{\infty },x_{j}\in \mathbb {R} \,:\,\sum _{j=1}^{\infty }|x_{j}|^{p}<\infty \right\}} mit der ℓp-Norm {\displaystyle \textstyle \left\|x\right\|_{\ell ^{p}}={\sqrt[{p}]{\sum _{j=1}^{\infty }|x_{j}|^{p}}}} bilden für {\displaystyle 1\leq p<\infty } die Einheitsvektoren {\displaystyle (1,0,0,\dotsc ),(0,1,0,0,\dotsc ),\dotsc } eine Schauderbasis.

- Setze {\displaystyle h_{1}(x)=1} für alle {\displaystyle x\in [0,1]}, und für {\displaystyle 1\leq i\leq 2^{n}}, {\displaystyle n\in \mathbb {N} _{0}} definiere {\displaystyle h_{2^{n}+i}\colon [0,1]\rightarrow \mathbb {R} } durch

{\displaystyle h_{2^{n}+i}(x)={\begin{cases}1,&(2i-2)/2^{n+1}\leq x<(2i-1)/2^{n+1},\\-1,&(2i-1)/2^{n+1}\leq x<2i/2^{n+1},\\0&{\mbox{sonst}}.\end{cases}}}

Bis auf einen konstanten Faktor ist jedes {\displaystyle h_{k}} eine auf {\displaystyle [0,1)} eingeschränkte Haar-Wavelet-Funktion. Die Folge {\displaystyle (h_{k})_{k\in \mathbb {N} }}, die man nach Alfréd Haar auch das Haar-System nennt, ist eine Schauderbasis für den Raum Lp([0,1]) für {\displaystyle 1\leq p<\infty }.
- Zur Konstruktion einer Schauderbasis des Raums {\displaystyle C([0,1])} sei {\displaystyle (q_{n})_{n\in \mathbb {N} }} eine dichte Folge in {\displaystyle [0,1]} ohne Wiederholungen und es sei {\displaystyle q_{1}=0,q_{2}=1}. Man nehme dazu zum Beispiel eine bijektive Abzählung der rationalen Punkte des Einheitsintervalls oder eine Folge der Art {\displaystyle 0,1,{\tfrac {1}{2}},{\tfrac {1}{4}},{\tfrac {3}{4}},{\tfrac {1}{8}},{\tfrac {3}{8}},{\tfrac {5}{8}},{\tfrac {7}{8}},\ldots ,{\tfrac {2k+1}{2^{n}}},\ldots } und so weiter mittels fortgesetzter Halbierung der bisher von der gebildeten Folge gelassenen Lücken.

Für jedes {\displaystyle n\in \mathbb {N} } sei {\displaystyle e_{n}\in C([0,1])} definiert durch {\displaystyle e_{1}} = konstant 1 und für alle weiteren {\displaystyle n>1} sei {\displaystyle e_{n}(q_{n})=1}, {\displaystyle e_{n}(q_{k})=0} für alle {\displaystyle k=1,\ldots ,n-1} und {\displaystyle e_{n}} sei affin-linear auf {\displaystyle [0,1]\setminus \{q_{1},\ldots ,q_{n}\}}. Dann ist die Folge {\displaystyle (e_{n})_{n\in \mathbb {N} }} eine Schauderbasis von C([0,1]). Die Idee zur Konstruktion dieser Schauderbasis geht auf Juliusz Schauder zurück und man nennt eine solche Basis daher auch die Schauderbasis.

## Eigenschaften

### Allgemeine Eigenschaften
- Ein Banachraum mit Schauderbasis ist separabel, denn die Menge der endlichen Linearkombinationen mit Koeffizienten aus {\displaystyle \mathbb {Q} } bzw. {\displaystyle \mathbb {Q} +i\mathbb {Q} } ist eine dichte, abzählbare Menge.
- Umgekehrt besitzt nicht jeder separable Banachraum eine Schauderbasis.[2]
- Banachräume mit Schauderbasis haben die Approximationseigenschaft.
- In unendlichdimensionalen Banachräumen ist eine Schauderbasis nie Hamelbasis des Vektorraums, da eine solche in unendlichdimensionalen Banachräumen stets überabzählbar sein muss (siehe Satz von Baire).

### Koeffizientenfunktionale
Die Darstellung eines Elements {\displaystyle x\in X} bezüglich einer Schauderbasis ist nach Definition eindeutig. Die Zuordnungen {\displaystyle b_{n}^{\ast }\colon x\mapsto \xi _{n}} werden als Koeffizientenfunktionale bezeichnet; sie sind linear und stetig und daher Elemente des Dualraums von {\displaystyle X}.

### Eigenschaften der Basis
Schauderbasen können weitergehende Eigenschaften haben. Die Existenz von Schauderbasen mit solchen Eigenschaften hat dann weitere Konsequenzen für den Banachraum.
Ist {\displaystyle (b_{n})_{n\in \mathbb {N} }} eine Schauderbasis des Banachraums {\displaystyle X}, so gibt es eine Konstante {\displaystyle K>0}, so dass für {\displaystyle p<q} und jede Wahl von Skalaren {\displaystyle \xi _{n}\in {\mathbb {K} }} die Ungleichung
{\displaystyle \textstyle \left\|\sum _{n=1}^{p}\xi _{n}b_{n}\right\|\,\leq \,K\cdot \left\|\sum _{n=1}^{q}\xi _{n}b_{n}\right\|}
gilt. Das Infimum über die {\displaystyle K>0}, die zu vorgegebener Basis diese Ungleichung erfüllen, nennt man die Basiskonstante. Man spricht von einer monotonen Basis, wenn die Basiskonstante gleich 1 ist.
Man nennt eine Basis {\displaystyle (b_{n})_{n\in \mathbb {N} }} beschränkt vollständig (englisch: boundedly complete), wenn es zu jeder Folge {\displaystyle (\xi _{n})_{n\in \mathbb {N} }} von Skalaren mit {\displaystyle \textstyle \sup _{m\in \mathbb {N} }\left\|\sum _{n=1}^{m}\xi _{n}b_{n}\right\|<\infty } ein {\displaystyle x\in X} gibt mit {\displaystyle \textstyle x=\sum _{n=1}^{\infty }\xi _{n}b_{n}}.
Weiter sei {\displaystyle X_{n}\subset X} der von {\displaystyle (b_{j})_{j\geq n}} erzeugte abgeschlossene Untervektorraum, und für {\displaystyle f\in X\,'} sei {\displaystyle \|f|_{X_{n}}\|} die Norm des eingeschränkten Funktionals {\displaystyle f|_{X_{n}}\in X_{n}'}. Die Basis heißt schrumpfend (englisch: shrinking), wenn {\displaystyle \lim _{n\to \infty }\|f|_{X_{n}}\|=0} für alle {\displaystyle f\in X\,'}.
Schließlich spricht man von einer unbedingten Basis (englisch: unconditional), wenn alle Reihen {\displaystyle \textstyle x=\sum _{n=1}^{\infty }\xi _{n}b_{n}} in den Entwicklungen bezüglich der Basis unbedingt konvergieren. Die Standard-Basen der {\displaystyle \ell ^{p}}-Räume sind offenbar unbedingt. Der Raum {\displaystyle C([0,1])} hat keine unbedingte Basis. Mittels der Eigenschaft (u) von Pelczynski kann man sogar zeigen, dass er nicht einmal Unterraum eines Banachraums mit unbedingter Basis ist.
Weiter kann man zeigen, dass das Haar-System in {\displaystyle L^{p}([0,1])} für {\displaystyle 1<p<\infty } eine unbedingte Basis ist, nicht aber für {\displaystyle p=1}. Der Raum {\displaystyle L^{1}([0,1])} besitzt keine unbedingte Basis.

### Zwei Sätze von R. C. James
Die folgenden beiden Sätze von Robert C. James zeigen die Bedeutung der Basisbegriffe.
- R. C. James: Sei {\displaystyle X} ein Banachraum mit Schauderbasis. {\displaystyle X} ist genau dann reflexiv, wenn die Basis beschränkt vollständig und schrumpfend ist.

Für unbedingte Schauderbasen kann man das Vorhandensein gewisser Unterräume charakterisieren. Sei {\displaystyle X} ein Banachraum mit unbedingter Schauderbasis. Dann gilt:
- {\displaystyle X} enthält keinen zu c0 isomorphen Unterraum. {\displaystyle \Leftrightarrow } Die Basis ist beschränkt vollständig.
- {\displaystyle X} enthält keinen zu {\displaystyle \ell ^{1}} isomorphen Unterraum. {\displaystyle \Leftrightarrow } Die Basis ist schrumpfend.

Als Konsequenz ergibt sich daraus:
- R. C. James: Sei {\displaystyle X} ein Banachraum mit unbedingter Schauderbasis. {\displaystyle X} ist genau dann reflexiv, wenn {\displaystyle X} keinen zu {\displaystyle c_{0}} oder {\displaystyle \ell ^{1}} isomorphen Unterraum enthält.